# 帕耶特国家森林
帕耶特国家森林（英語：Payette National Forest）是一座美国国家森林，坐落于爱达荷州的中西部，分布于瓦利縣、愛達荷縣、亞當斯縣和華盛頓縣。森林面积约为2.3 × 106英畝（9,300平方）的联邦管辖土地资源，西界有地狱峡谷休闲区和地狱峡谷，东侧为萨蒙贾利斯国家森林，南邻博伊西国家森林，北有内兹珀斯国家森林。 